# Дорогино (Уфимський район)
Доро́гино (рос. Дорогино, башк. Дорогино) — присілок у складі Уфимського району Башкортостану, Росія. Входить до складу Кирилловської сільської ради.
Присілок був ліквідований у радянські часи, однак заново відновлений 2005 року.